# Serrat Rodó (Vilamolat de Mur)
El Serrat Rodó és una serra del municipi de Castell de Mur, al Pallars Jussà, dins del terme antic de Mur. Està situada en territori de l'antic poble de Vilamolat de Mur.
Forma un contínuum amb la Serra del Meüll i la Cornassa, que queden al sud-oest. L'extrem nord-est del Serrat Rodó es troba al damunt i al sud-oest de Vilamolat de Mur. Als seus peus, al nord, hi ha el Planell de Petit, al sud-est s'obre el Clot del Ferrer, i a migdia té el Vedat de la Solana.